# 문학계
문학계(文學界 분가쿠카이[*])는 일본의 문예 잡지이다. 분게이슌주가 발행하는 월간지로, 문학계 신인상을 주최한다.
1933년 10월 창간되었으며, 편집 위원으로 도요시마 요시오 (豊島与志雄), 우노 고지 (宇野浩二), 히로쓰 가즈오 (広津和郎), 가와바타 야스나리 (川端康成), 하야시 후사오 (林房雄), 다케다 린타로 (武田麟太郎), 고바야시 히데오 (小林秀雄), 후카다 교야 (深田久弥) 등이 합류하였다